# 셰이프파일
셰이프파일(shapefile) 형식은 지리 정보 시스템(GIS) 소프트웨어를 위한 지리 공간 벡터 데이터 형식이다. 이것은 Esri의 ArcView GIS 소프트웨어와  QGIS같은 다른 GIS 소프트웨어 제품 간의 데이터 상호 운용성을 위한 대부분의 공개 사양으로 Esri에서 개발하고 규격화하고있다. 셰이프파일(shapefile) 형식은 예를 들어 우물, 강 및 호수를 나타내는 점, 선 및 다각형과 같은 벡터 기능을 공간적으로 설명할 수 있다. 각 항목에는 일반적으로 이름이나 온도와 같이 항목을 설명하는 속성이 있다.

## 같이 보기
- dxf
- OpenEXR